# قانون تفویض اختیارات ۱۹۳۳
قانون تفویض اختیارات ۱۹۳۳ (Ermächtigungsgesetz)، با نام رسمی قانون رفع پریشانی مردم و رایش (Gesetz zur Behebung der Not von Volk und Reich) قانونی بود که به کابینهٔ آلمان (در عمل صدراعظم) اختیار می‌داد که بدون اطلاع به رایشس‌تاگ (مجلس) قوانین موردنظر خود را به جریان اندازد و در قانون اساسی نیز تغییراتی ایجاد کند. این قانون، در کنار فرمان آتش رایشس‌تاگ، دولت هیتلر را به یک دیکتاتوری قانونی تبدیل کرد.

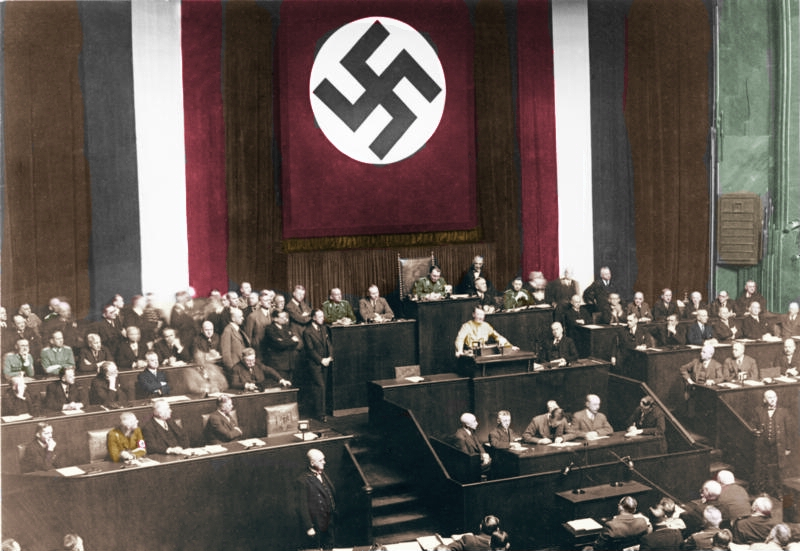
سخنرانی هیتلر در دفاع از تصویب این لایحه